# Зегаані
Зегаані (груз. ზეგაანი) — село в Грузії.
За даними перепису населення 2014 року в селі проживає 443 особи.